# النور بروک لیکاک
 النور بروک لیکاک (به انگلیسی: Eleanor "Happy" Leacock) (زاده ۱۹۲۲ - درگذشته ۱۹۸۷) برجسته‌ترین چهرهٔ فمینیسم مارکسیستی در انسان شناسی آمریکا بود و تأثیرات ژرفی بر روند تکامل این رشته گذاشت.
تحقیقات میدانی وی چهل سال به درازا انجامید و در آن موضوعات گوناگونی چون اقتصاد وابسته، تربیت کودک در اروپا، تاریخ قومی و مسائل نوجوانان شهرنشین در سامو مورد بررسی قرارگرفته‌اند.
لیکاک یکی از هوادارن دو آتشهٔ مارکسیسم بود. لیکاک بر این باور بود کنار گذاشته شدن زنان در عرصه‌های اجتماعی به دلیل وجود جامعهٔ سرمایه داری است، نه تفاوت‌های جنسی بین زن و مرد. وی یکی از نخستین انسان شناسان آمریکا بود که رویکردی مارکسیستی داشت و آن را به منظور درک واقعیت‌های تاریخی و دگرگونی پایگاه طبقاتی زن به کار می‌گرفت. با این حال وی از انسان‌شناسی آکادمیک کنار گذاشته شد و جالب آن که در رشته ایی طرد شد که در تکمیل آن سهم عمده‌ای داشت! در لابه لای صفحات فرهنگ بین‌المللی انسان شناسان حتی نامی از النور بورک لیکاک برده نشده‌است.

## زندگینامه
النور بورک لیکاک در خانواده‌ای کاملاً ادبی و سیاسی زاده شد و پدرش منتقد و نویسندهٔ نامیِ کِنت بورک بود. لیلی مادرش در رشتهٔ ریاضی تحصیل کرده بود. لیکاک تحصیلات دانشگاهی خود را در رادکلیف آغاز نمود و در آنجا با کتابهای «گوردن چایلد» و زن ستیزیِ «آلفرد توزد» مواجه شد. لیکاک در سال ۱۹۴۱ با ریچارد لیکاکِ فیلمساز ازدواج کرد. او به منظور ادامه تحصیل به نیویورک رفت و در مقطع کارشناسی ارشد در دانشگاه کلمبیا به ادامه تحصیل پرداخت. لیکاک با الهام گرفتن از آثار مارکس و انگلس آثارش را منتشر می‌کرد و بر این باور بود که انقیاد زنان مولّد سرمایه داری است. آثار لیکاک مجموعهٔ منحصربه‌فردی از تحقیق و پژوهش و نیز کنش گرایی را پدید آورد.